# GRB 080319B
GRB 080319B var en kraftig gammablixt som upptäcktes av Swift klockan 06:12 UTC den 19 mars 2008. Blixten satte ett nytt rekord för det mest avlägsna objekt man kunde se med blotta ögat, den hade en högsta skenbar magnitud på +5,8 och var teoretiskt synlig i omkring 30 sekunder.
GRB 080319Bs rödförskjutning har uppmätts till 0,94 vilket betyder att den ligger på 7,5 miljarder ljusårs avstånd. Efterglöden för gammablixten satte nytt rekord som det "starkast självlysande objekt vi människor har observerat i universum"", 2,5 miljoner gånger ljusare än den ljusaste supernovan hittills, SN 2005ap.
Det spekulerades om att efterglöden var speciellt ljus, eftersom gammastrålen borde vara direkt riktad mot jorden.
Man satte samtidigt ett rekord över antalet observerade blixtar med samma satellit - fyra på ett dygn. Denna blixt fick suffixet "B", eftersom den var blixt nummer två som upptäcktes den dagen.
Fram till denna gammablixthändelse, så var Triangelgalaxen på 2,9 miljoner ljusårs avstånd det mest avlägsna objekt som skådats med blotta ögat. Galaxen förblir dock det avlägsnaste objekt, som är permanent synligt utan hjälpmedel.